# Gutuiul japonez
Gutuiul japonez este un film românesc din 2011 regizat de Mara Trifu. Rolurile principale au fost interpretate de actorii Clotilda Grosu.

## Distribuție
Distribuția filmului este alcătuită din:
- Clotilda Grosu